# Csiromedusa medeopolis
Csiromedusa medeopolis is een kwal die voor het eerst werd beschreven in 2010. De soort werd ontdekt bij Hobart, in het brakke water van de Derwent, een Tasmaanse rivier. De soort vertegenwoordigt meteen ook een nieuw benoemd geslacht en familie.
De geslachtsnaam van de kwal betekent letterlijk "CSIRO-kwal", naar de Commonwealth Scientific and Industrial Research Organisation, waarvan de kwal in de buurt werd gevonden. De soortnaam betekent "stad van gonades". Dit verwijst naar het feit dat de kwal — in tegenstelling tot andere kwallen — veel gonades heeft op zijn buitenkant, in een soort krater centraal bovenaan.
De kwal is ongevaarlijk voor mensen. Hij is 1,5 tot 2 millimeter groot, waardoor hij tot de 0,5% neteldieren behoort die in millimeter worden gemeten.